# Нальмэс (ансамбль)
Государственный академический ансамбль народного танца Адыгеи «Нальмэс» (адыг. налмэс — «алмаз») — художественный коллектив Республики Адыгеи. Всё, что пережил народ за многовековую историю, отражается в танцах. Адыги были сдержаны в проявлении чувств, немногословны, но в танце можно было увидеть энергию народа, его неукротимое стремление к свободе, силу и мощь духа. Вся красота обычаев, присущие адыгам достоинство, изящество, аристократичность проявлялись в танцах.

## История
Ансамбль был создан в 1936 году. Первым художественным руководителем был Шабан Кубов, композитор, поэт и фольклорист. Репертуар ансамбля состоял из адыгских народных песен: «Адыиф», «Айдемиркан», «Битва при Ощнау», «Гошэгъэгъ», «Коджебердоко Магамет», «Песня о восстании бжедугов», «Сэрмафэ», «Хатхе Кочас», «Хатх Магамет гуаз», а также песни, созданные при Советской власти. Ансамбль неоднократно выступал с гастролями за рубежом.
В годы Великой Отечественной войны весь мужской состав ансамбля ушёл на фронт.
В 1957 году ансамбль принял участие в декаде литературы и искусства Адыгейской и Карачаево-Черкесской автономных областей в Москве, посвященной 400-летию присоединения адыгских народов к России.
В 1996 году в рамках Дней культуры Адыгеи в Москве выступал на сценах Государственного Кремлёвского Дворца и Колонного зала Дома Союзов. Тогда же получил звание «академического».
В 2007 году был участником фестиваля «Кремлёвская зоря».
В ансамбле работает около 70 человек, среди них: Алий Кулов, Анжелика Хакуй, Схатбий Берзегов, Нафисет Ашинова, Диана Едыдж, Гушау Едыдж, Нуриет Чундышко, Батурай Шагудж. В руководстве ансамбля были: Хаджи-Смел Варзиев, Азмет Басте, Айдамир Наниз, Мухамед Кулов.
Ныне художественным руководителем и главным балетмейстером является Аслан Хаджаев, заслуженный артист России, народный артист Республики Адыгея, заслуженный артист Кубани и Республики Абхазия.

## Признание
- 1978 — дипломант Всероссийского смотра-конкурса ансамблей песни и танца
- 1991 — лауреат 1-го Всемирного фестиваля адыгской культуры в г. Нальчике
- 1996 — медаль «Слава Адыгеи»[4]
- 2016 — орден «Честь и Слава» III степени (Абхазия)[4]

Ансамбль является обладателем призов международных конкурсов фольклорного танца в Турции (Самсун и Анкара, 1994, 1995 и 1997) и лауреатом международных фестивалей народного искусства в Объединённых Арабских Эмиратах (Дубай, 1998), Сирии (Хомс, 1998) и Бельгии (Сан-Гислен, 2000).